# Prijezda I de Bosnia
Prijezda I (en serbio: Пријезда I; 1211-1287) fue un ban bosnio vasallo del reino húngaro que reinó entre 1250 y 1287. Probablemente fue el fundador de la Casa de Kotromanić.

## Biografía
Del cristianismo a la herejía y viceversa
Prijezda era originalmente católico, pero posteriormente se convirtió al bogomilismo. Según la carta del Papa al ban Matej Ninoslav, se convirtió de nuevo al catolicismo durante el reinado de Matej. Como no se le podía confiar debido a su conversión previa, se vio obligado a enviar a su hijo como fiador de la Orden de los dominicos. Ninoslav tuvo que rogar incluso a la propia Roma por la liberación de Prijezda II, su hijo, garantizando que eran fieles católicos, pero sus súplicas fueron desoídas.

## Reinado durante la cruzada
Durante la cruzada bosnia (1234-1239) contra Matej Ninoslav, el príncipe húngaro Coloman, al mando de los ejércitos cristianos, conquistó la mayor parte de Bosnia y reprimió temporalmente a Matej y sus fuerzas. Otorgó el título de ban bosnio a Prijezda, el pariente vivo más cercano de Ninoslav. Prijezda gobernó solo dos años, ya que Matej logró recuperar el control sobre la mayor parte de Bosnia tras la derrota húngara ante los mongoles. Ante el peligro de muerte, Prijezda huyó a Hungría.

## Ban de Bosnia
Tras la muerte de Matej Ninoslav en 1250, se desató la cuestión del poder sobre Bosnia. Los hijos de Ninoslav lucharon valientemente para mantener la independencia de Bosnia, pero finalmente el rey Bela IV de Hungría sometió a Bosnia por la fuerza y nombró a Prijezda su ban, quien se comprometió a gobernar en nombre de Hungría.
Tras convertirse en ban, Prijezda inició una campaña para exterminar la herejía de la Iglesia bosnia en el país. Debido a su despiadada lucha contra los bogomilos, el papa ordenó a los dominicos que le devolvieran a su hijo, pues parecía que Prijezda se había convertido en un católico devoto. El 11 de noviembre de 1253, el rey húngaro Bela escribió sobre su feroz lucha contra los herejes bosnios con sus ejércitos. Posteriormente, el rey Bela dividió el banato bosnio, de modo que Prijezda recibió Bosnia propiamente dicha, la zona entre los valles de los ríos Vrbas y Bosna, como su heredad.
Usora y Soli, por otro lado, se convirtieron en banatos separados, gobernados por banes nombrados por el rey (Rostislav, Bela y Miguel), que posteriormente quedaron sujetos al Banato de Macsó, que se había elevado a ducado. Finalmente, Bosnia quedó sujeta al Ducado de Macsó.
Gracias a sus heroicas luchas, Prijezda recibió el título de «Fidelis Noster» («Nuestro Fiel») del rey húngaro, así como varias tierras fuera de Bosnia, en los alrededores de Gornji Miholjac. El rey Bela IV de Hungría atacó el reino serbio de Rascia, del rey Esteban Uroš I, y conquistó Zahumlia en 1254, que cedió a la Bosnia de Prijezda. Sin embargo, la paz final entre Hungría y los serbios la devolvió a Rascia. En 1255, el rey húngaro concedió nuevas tierras al ban bosnio en Eslavonia. Prijezda tuvo que enviar fuerzas bosnias en 1260 para luchar en el ejército húngaro contra el rey de Bohemia.
En 1270, el rey Bela IV murió. Fue sucedido por su hijo Esteban V. El poderoso duque de Macsó murió en una guerra en 1272. Ese mismo año, el rey Esteban V murió. El trono húngaro fue sucedido por su hijo Ladislao IV. Era demasiado joven para gobernar, por lo que su madre cumana, Isabel, actuó como regente. Durante estos tiempos de cambio para el poder en Hungría, el de Prijezda disminuyó drásticamente. No solo varios nobles húngaros, incluido Ugrin de Severin, el tesorero de Hungría, incluyeron a Bosnia en sus títulos, sino que un cierto noble bosnio, Esteban, apareció en Bosnia con gran influencia y prestigio; superando ampliamente el de Prijezda.
En 1284, Prijezda organizó un matrimonio entre la princesa serbia Isabel, hija del rey de Sirmia, Esteban Dragutin, y su hijo Esteban I Kotromanić en un intento de forjar una alianza duradera con Dragutin.
Prijezda se vio obligado a dimitir del trono en 1287 debido a su avanzada edad. Pasó sus últimas horas en su finca de Zemljanik.

## Descendencia
Prijezda tuvo cuatro hijos:
- Esteban I Kotromanić, no se sabe con precisión si era su hijo.
- Prijesda II.
- Vuk (fallecido en 1287).
- Una hija que se casó con Ladislao, hijo de Esteban Vodički de la familia croata Babonić.